# Team Solution Tech-Vini Fantini
El Team Solution Tech-Vini Fantini (código UCI: TFT) es un equipo ciclista profesional italiano de categoría UCI ProTeam que fue creado en 2022.

## Historia
La formación fue creada en 2022 bajo el nombre de Team Corratec en la localidad de Montecatini Terme. En 2023, el equipo fue patrocinado por la marca de componentes de ciclismo Selle Italia y en la misma temporada subió a la segunda categoría del ciclismo como equipo UCI ProTeam.

## Clasificaciones UCI
El equipo participa en los circuitos continentales, principalmente en el UCI Europe Tour. 

### UCI Europe Tour
| Temporada | Clasificación por equipos | Mejor corredor    | Posición |
| 2022      | 57.º                      | Dušan Rajović     | 302.º    |
| 2023      | 13.º                      | Davide Badalccini | 352.º    |

## Palmarés
Para años anteriores véase: Palmarés del Team Solution Tech-Vini Fantini

### Palmarés 2025

#### UCI ProSeries
| Fechas      | Carreras                        | Ganador         |
| 8 de abril  | 2.ª etapa del Tour de Hainan    | Dušan Rajović   |
| 9 de abril  | 3.ª etapa del Tour de Hainan    | Kyrylo Tsarenko |
| 11 de abril | Tour de Hainan                  | Kyrylo Tsarenko |
| 7 de junio  | 4.ª etapa del Tour de Eslovenia | Kyrylo Tsarenko |

#### Circuitos Continentales UCI
| Fechas       | Circuito             | Carreras                                    | Ganador           |
| 25 de enero  | UCI Asia Tour 2025   | 2.ª etapa del Tour de Sharjah               | Dušan Rajović     |
| 16 de marzo  | UCI Europe Tour 2025 | 3.ª etapa del Istrian Spring Trophy         | Dušan Rajović     |
| 27 de marzo  | UCI Asia Tour 2025   | 4.ª etapa del Tour de Tailandia             | Lorenzo Quartucci |
| 24 de abril  | UCI Europe Tour 2025 | 2.ª etapa de la Belgrado-Bania Luka         | Dušan Rajović     |
| 26 de abril  | UCI Europe Tour 2025 | 4.ª etapa de la Belgrado-Bania Luka         | Dušan Rajović     |
| 26 de abril  | UCI Europe Tour 2025 | Belgrado-Bania Luka                         | Dušan Rajović     |
| 8 de mayo    | UCI Asia Tour 2025   | 1.ª etapa del Tour de Kumano                | Dušan Rajović     |
| 10 de mayo   | UCI Asia Tour 2025   | 3.ª etapa del Tour de Kumano                | Mark Stewart      |
| 11 de mayo   | UCI Asia Tour 2025   | 4.ª etapa del Tour de Kumano                | Dušan Rajović     |
| 11 de mayo   | UCI Asia Tour 2025   | Tour de Kumano                              | Mark Stewart      |
| 18 de mayo   | UCI Asia Tour 2025   | Prólogo del Tour de Japón (CRI)             | Dušan Rajović     |
| 2 de junio   | UCI Europe Tour 2025 | Trofeo Alcide Degasperi                     | Kyrylo Tsarenko   |
| 13 de julio  | UCI Asia Tour 2025   | The Road Race Tokyo Tama                    | Lorenzo Quartucci |
| 9 de agosto  | UCI Asia Tour 2025   | 3.ª etapa de la Trans-Himalaya Cycling Race | Dušan Rajović     |
| 10 de agosto | UCI Asia Tour 2025   | 4.ª etapa de la Trans-Himalaya Cycling Race | Dušan Rajović     |

#### Campeonatos nacionales
| Fechas      | Carreras                                | Ganador                 |
| 14 de marzo | Campeonato de Panamá Contrarreloj (CRI) | Carlos Samudio          |
| 16 de marzo | Campeonato de Panamá Ruta               | Roberto Carlos González |
| 20 de junio | Campeonato de Serbia Contrarreloj (CRI) | Dušan Rajović           |

## Plantilla
Para años anteriores véase: Plantillas del Team Solution Tech-Vini Fantini

### Plantilla 2025
| Nombre                  | Nacimiento | Nacionalidad  | Equipo 2024                            |
| Yukiya Arashiro         | 22/09/1984 | Japón         | Team Bahrain Victorious                |
| Davide Baldaccini       | 22/05/1998 | Italia        | Team Corratec-Vini Fantini             |
| Alexandre Balmer        | 04/05/2000 | Suiza         | Team Corratec-Vini Fantini             |
| Valerio Conti           | 30/03/1993 | Italia        | Team Corratec-Vini Fantini             |
| Đorđe Đurić             | 21/06/2000 | Serbia        | Adria Mobil                            |
| Matteo Fabbro           | 10/04/1995 | Italia        | Team Polti Kometa                      |
| Filippo Fortin          | 01/02/1989 | Italia        | Maloja Pushbikers                      |
| Roberto Carlos González | 21/05/1994 | Panamá        | Team Corratec-Vini Fantini             |
| Alessandro Iacchi       | 26/05/1999 | Italia        | Team Corratec-Vini Fantini             |
| Felix James Meo         | 03/04/1997 | Nueva Zelanda | Maloja Pushbikers                      |
| Tommaso Nencini         | 10/09/2000 | Italia        | Zalf Euromobil Fior                    |
| Andrea Piras            | 05/02/2002 | Italia        | Namedsport-MI Impianti                 |
| Lorenzo Quartucci       | 05/04/1999 | Italia        | Team Corratec-Vini Fantini             |
| Dušan Rajović           | 19/11/1997 | Serbia        | Team Bahrain Victorious                |
| Joann Rolando           | 20/09/2006 | Francia       | Neo (Team Franco Ballerini)            |
| Carlos Samudio          | 05/10/1997 | Panamá        | Team Corratec-Vini Fantini             |
| Kristian Sbaragli       | 08/05/1990 | Italia        | Team Corratec-Vini Fantini             |
| Mark Stewart            | 25/08/1995 | Reino Unido   | Team Corratec-Vini Fantini             |
| Arnaud Tissières        | 14/05/1996 | Suiza         | Team Corratec-Vini Fantini (stagiaire) |
| Kyrylo Tsarenko         | 13/10/2000 | Ucrania       | Team Corratec-Vini Fantini             |
| Luca Verrando           | 12/07/2004 | Italia        | Neo (Team Bike Sicilia-Multicar Amarù) |
| Attilio Viviani         | 18/10/1996 | Italia        | Team Corratec-Vini Fantini             |

1. ↑  Desde el 18 de junio.

Stagiaires

Desde el 1 de agosto, los siguientes corredores pasaron a formar parte del equipo como stagiaires (aprendices a prueba).
| Corredor        | Nacimiento | Nacionalidad | Equipo 2025                      |
| --------------- | ---------- | ------------ | -------------------------------- |
| Samuel Bertolli | 29/05/2005 | Italia       | Team Bike Sicilia-Multicar Amarù |
| Genji Iwamura   | 21/12/2006 | Japón        | Team Eurasia-iRC TIRE            |
| Nikita Tsvetkov | 14/02/2005 | Uzbekistán   | OU7 Cycling Team                 |